# Del Rey (bebida)
Del Rey é uma marca de refrigerantes e bebidas brasileira, a história começa em 19/09/1966 com a razão social de INDUSTRIA DE REFRIGERANTES DEL REY - cnpj 17.255.837/0001-84 (guardem esse nome, para não confundirem com outras razões sociais com nomes parecidos, que aparecerão nesse texto) o endereço era na av Antonio Carlos, BH-MG. Essa indústria chegou a fabricar refrigerantes de nome como Grapette e Crush, famosos internacionalmente, e a Del Rey pagava royalties e licenças para fabricar esses produtos no Brasil. Em dado momento, investiu na fabricação de um refrigerante próprio para não ter que pagar royalties. Seu Químico coletou e avaliou várias "tubaínas" produzidas no Brasil, e ao gostar de uma delas, negociou com o seu inventor a compra em DEFINITIVO daquela propriedade, aquela fórmula, e o seu direito de uso eterno. A tubaína então foi rebatizada em MG como nome da sua industria, nasce aí o refrigerante Del Rey (guaraná) e com o tempo suas variações de sabores (tangerina, sodinha e uva). 
Nos anos 90 aconteceram fatos complicados de detalhar aqui, pois estão em segredos de justiça, e deve-se evitar maiores processos. Mas pode ser dito que um funcionário se rebelou, e usando da mesma marca, nome e fama abriu uma fábrica em Contagem, produzindo uma bebida pirata homônima a original, mudando-se para Neves posteriormente.
SOBRE A EMPRESA DE CONTAGEM/NEVES: É desconhecido até então, PROVAS de que tenha sido fundada em 1940 ou data anterior a 1966. (Procura-se o CNPJ com fundação e ano.) Devido a problemas com o fisco, sonegação e demais irregularidades apuradas na operação "que rei sou eu", foi dado início e sua recuperação judicial e teve falência decretada em 2020. Ali era denominado como "GRUPO DEL REY DE REFRIGERANTES" composto basicamente por quatro empresas, onde é possível numa breve pesquisa da internet saber a data de fundação de cada um desses quatro CNPJ (02.091.715/0001-22     07.023.638/0001-97     04.994.980/0001-46     07.226.378/0001-57) Essa empresa de Contagem/Neves usava em seu logotipo o desenho de um REI CRIANÇA e embalava sua bebida em garrafas PET de 2 litros majoritariamente.
SOBRE A EMPRESA DE BELO HORIZONTE: Fundada em 1966, devido a problemas financeiros e principalmente a concorrência desleal de quem o imitava, faliu antes de 2010. Teve como um de seus últimos proprietários o Sr Waldyr Siqueira Vaz de Mello. Apesar que as empresas eram confundidas, uma não tinha nada a ver com a outra. Essa empresa de Belo Horizonte usava em seu logotipo o desenho de um REI DE CARTA DE BARALHO e embalava sua bebida em garrafas de vidro 600ml preferencialmente.